# 錫爾弗貝 (紐約州)
錫爾弗貝（英語：Silver Bay）是位於美國紐約州沃倫縣的非建制地區。

## 歷史
錫爾弗貝的郵局自1889年營運至今。

## 地理
錫爾弗貝所處的海拔為高於海平面106米（即348英呎），而該地所採用的時區為UTC-5，即北美东部时区（EST）。同時該地設有夏令時間，為UTC-5調快一小時，即UTC-4（EDT）。